# Punish Yourself
Punish Yourself est un groupe cyberpunk de métal industriel français, formé en 1993 à  Toulouse, en Haute-Garonne. Il se produit sur les scènes autant metal, que gothique, électro et indus, dans des tenues exubérantes, arborant des maquillages fluorescents recouvrant entièrement leurs corps, et exhibant un goût prononcé pour le macabre et le sexe. 
Le groupe décide de mettre un terme à ses activités en 2023 après des accusations de violences sexuelles reconnues par le chanteur.

## Biographie

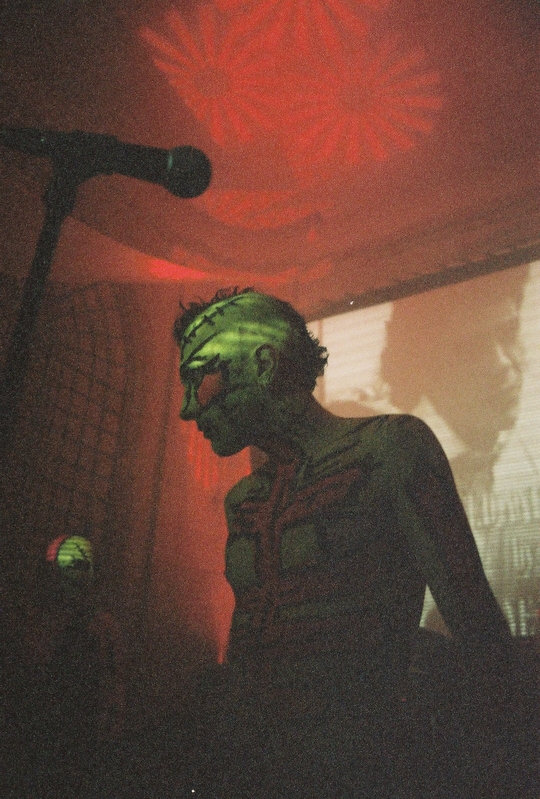
Punish Yourself, au château de Vaux-le-Pénil, en 2006.

### Formation
Punish Yourself est formé en 1993 à Toulouse, en Haute-Garonne, et est composé de Vx69 aux chants, P-Rlox et Miss Z aux chants et à la guitare, X.av à la batterie et Olga à la danse. Ils enregistrent deux démos entre 1994 et 1995, First demo tape et Bouc émissaire, respectivement. Le groupe fait ses premiers pas avec l'album-démo intitulé Feuer Tanz System en 1998.

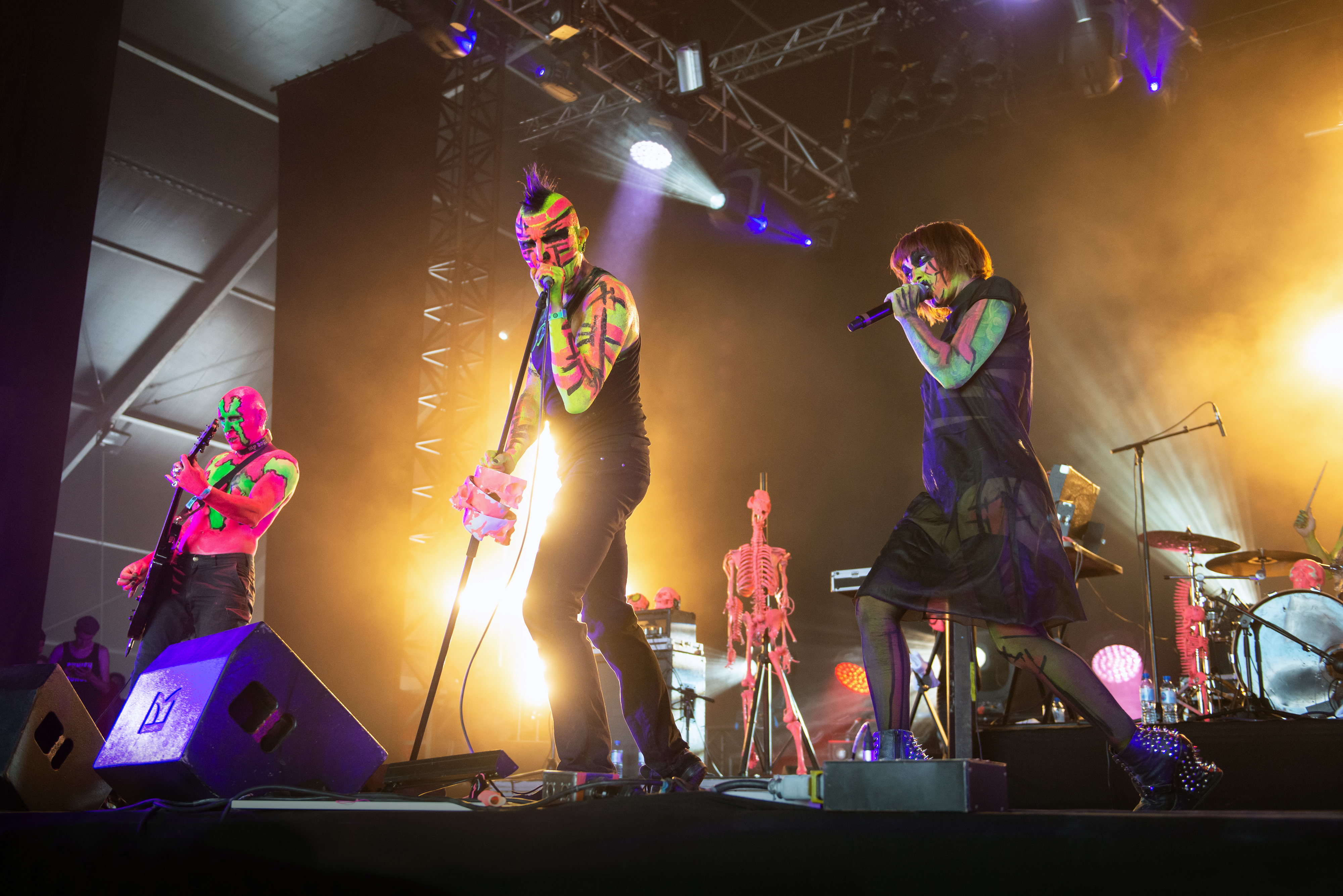
Punish Yourself, au Hellfest, en 2019.

### Années 2000
En 2001, le groupe publie son deuxième album et premier album studio, Disco Flesh : Warp 99  via le label Geisha Machine. En 2004, le groupe publie un nouvel album studio intitulé Sexplosive Locomotive,. Cette même année sort la bande dessinée Deep Inside Punish Yourself, un comic écrit par Coralie Trinh Thi, dessiné par Aleski, Isha, ΠRO, Denis Grrr, et Daniel Ballin, avec la participation de Wytlyt[réf. souhaitée].
L'aspect visuel du groupe est soutenu par le travail de Maxence Marthouret alias Cycomaniacs, chargé des visuels des pochettes d'albums, des clips et de différents lives jusqu'en 2018, puis par Singe Savant pour la dernière tournée du groupe et le dernier E.P.
En octobre 2006 le groupe revient avec un CD/DVD intitulé Gore Baby Gore, qui est bien accueilli par l'ensemble de la presse spécialisée,,. L'album fait participer JL de Meyer de Front 242, Oilid de A.N.A.E.L., Candice de Eths, Sidilarsen au complet, et Julien XTA de Polytrauma. En 2007, le groupe signe au label Active-Entertainment et y sort le double-album Cult Movie le 3 septembre la même année. En juillet 2008, Punish Yourself quitte Active-Entertainment pour rejoindre le label Season of Mist. Entre-temps, le groupe enregistre un nouvel album intitulé Pink Panther Party, produit par vx « cheerleader » 69, et « qui traitera de sujets aussi variés que la politique internationale, le sens ésotérique de la télé réalité, les conspirations de backroom et la réincarnation de Vishnou sous forme de bombe atomique de poche. » Season of Mist réédite la discographie complète du groupe sous forme de trois double-albums intitulé Cult Movie/Sexplosive Locomotive, Gore Baby Gore/The Voodoo Gun Night (live DVD), et Crypt 1996-2001.
Au début des années 2010, le groupe signe avec New Track, une structure située à Montpellier, avec laquelle ils travaillent depuis plusieurs années sur le booking des concerts. En octobre 2013, le groupe publie l'album Holiday in Guadalajaja, qui comprend treize morceaux,. Quatre ans plus tard, le line-up change avec le départ de Miss Z, le passage de la batterie à la guitare de X.av, et l'arrivée de Mika aux machines pour la sortie de l'album Spin the Pig.

### Fin du groupe
En 2023, après l'arrivée à la batterie de Mathys Dubois, sort l'EP 7 titres Death Glam XXIII, comprenant 3 titres inédits, 2 titres live (Spin The Pig et Mothra Lady) et 2 titres remixés par Moaan Exis et Modgeist. Les visuels sont cette fois réalisés par Guillaume Parvaud, alias Singe Savant,.
À l'automne 2023, alors que le groupe effectue sa tournée d'adieu, plusieurs témoignages de violences sexuelles sont publiés à l'encontre du chanteur Vx69. Le groupe déclare via un communiqué cesser toute activité, le chanteur reconnaissant les faits,,.

## Style musical
Le style musical du groupe est un mélange de techno, de heavy metal et de musique industrielle, et de punk. Souvent catégorisé comme metal industriel malgré les dénégations du groupe (qui a toujours déclaré jouer du « rock'n'roll électronique »), revendiquant des influences aussi variées qu'Iggy Pop, Ministry, White Zombie ou la techno hardcore, Punish Yourself se place au croisement de différents mouvements extrêmes, et rassemble un public hétéroclite, attiré aussi bien par les extravagances visuelles du groupe que par sa musique chargée de références (qui vont des Cramps à Skinny Puppy en passant par Alien Sex Fiend).
Parfois accusé d'un certain simplisme, le groupe a pourtant su s'aventurer hors des sentiers battus, notamment avec leur album instrumental, Cult Movie, qui doit plus au krautrock et aux musiques de film qu'au rock industriel classique, et l'étonnant versus avec Sonic Area, Phenomedia. Lors d'un entretien en 2006, Miss Z. qualifie le style musical du groupe de « horror cyber punk ».
À noter aussi le projet 1969 Was Fine, regroupant trois des musiciens de Punish Yourself et le saxophoniste Cyril Laurent, qui a changé de nom et de formation à l'automne 2011 pour devenir Pinball Lizard and The Acid Kings, Le Cabaret de l'Impasse, avec deux Punish et Cyril Laurent, et le projet solo de vx69, Cheerleader 69 (néoclassique, ambiant et psychédélique). Vx, Klodia et X.av participent aussi au collectif Le Bal des Enragés.

## Image
Punish Yourself est avant tout un groupe de scène, et ils expérimentent leurs titres en concert avant de les sortir en album[réf. nécessaire].
L'idée du groupe s'est construite autour de leurs utilisation de la scène et de la décoration[source secondaire souhaitée], des grilles de chantiers étaient installés sur la scène pendant les années 2000, la tournée Holiday In Guadalajara est marqué par une esthétique inspirée des westerns et de la fête des morts au Mexique, une tournée en noir et blanc, pour enfin se diriger avec la scénographie de Guillaume Parvaud; Singe Savant, vers une ambiance qui mélange hindouisme et industriel en 2023[source secondaire souhaitée].
Avec des centaines de concerts à leur actif, ils ont tourné un peu partout en Europe, en Amérique du Nord et au Japon, et participé à des événements majeurs comme le Sziget Festival, Dour, les Eurockéennes, Garorock, les Vieilles Charrues, le Wave Gotik Treffen, le Hellfest…

## Membres

Le groupe au Hellfest 2019
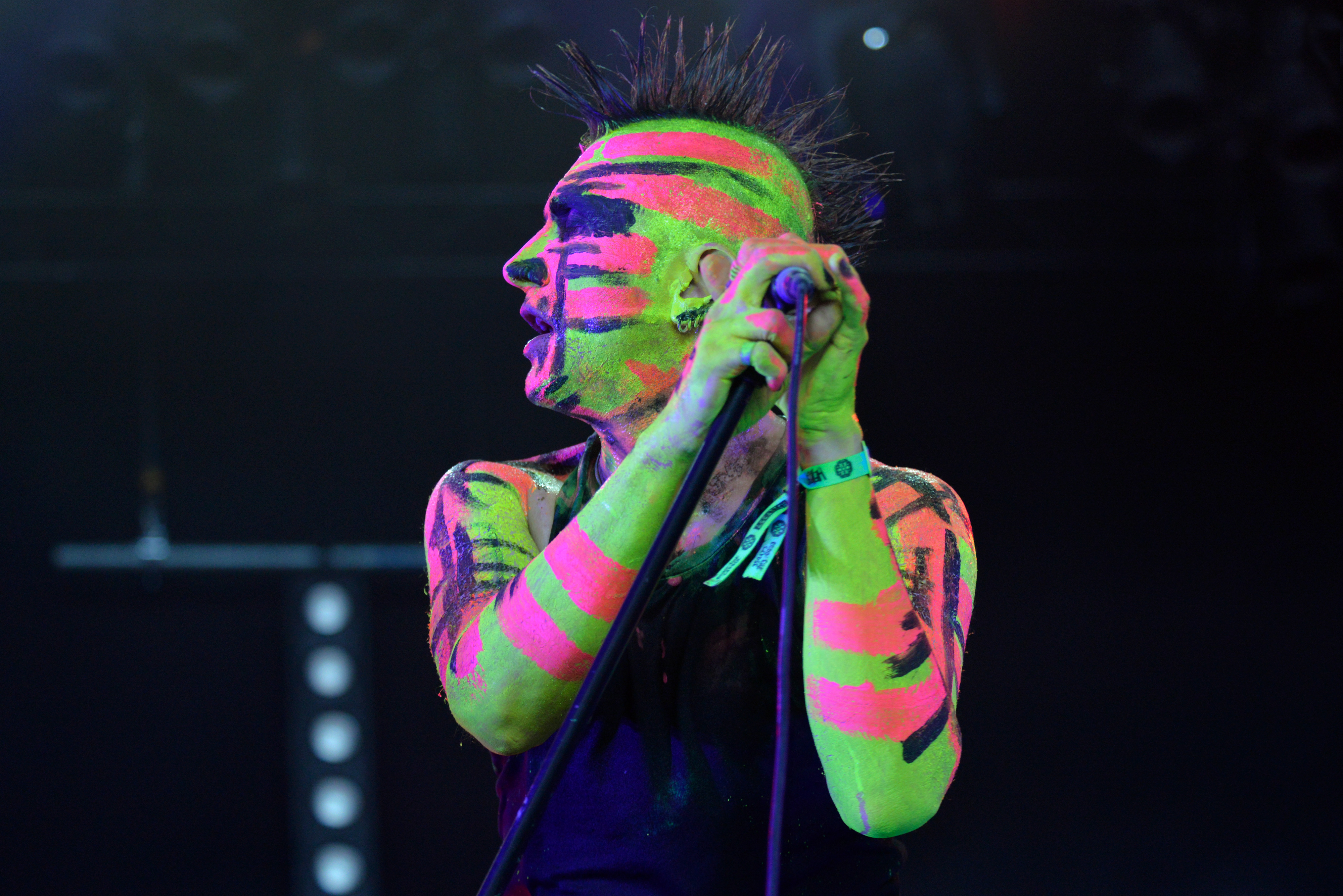
vx 69
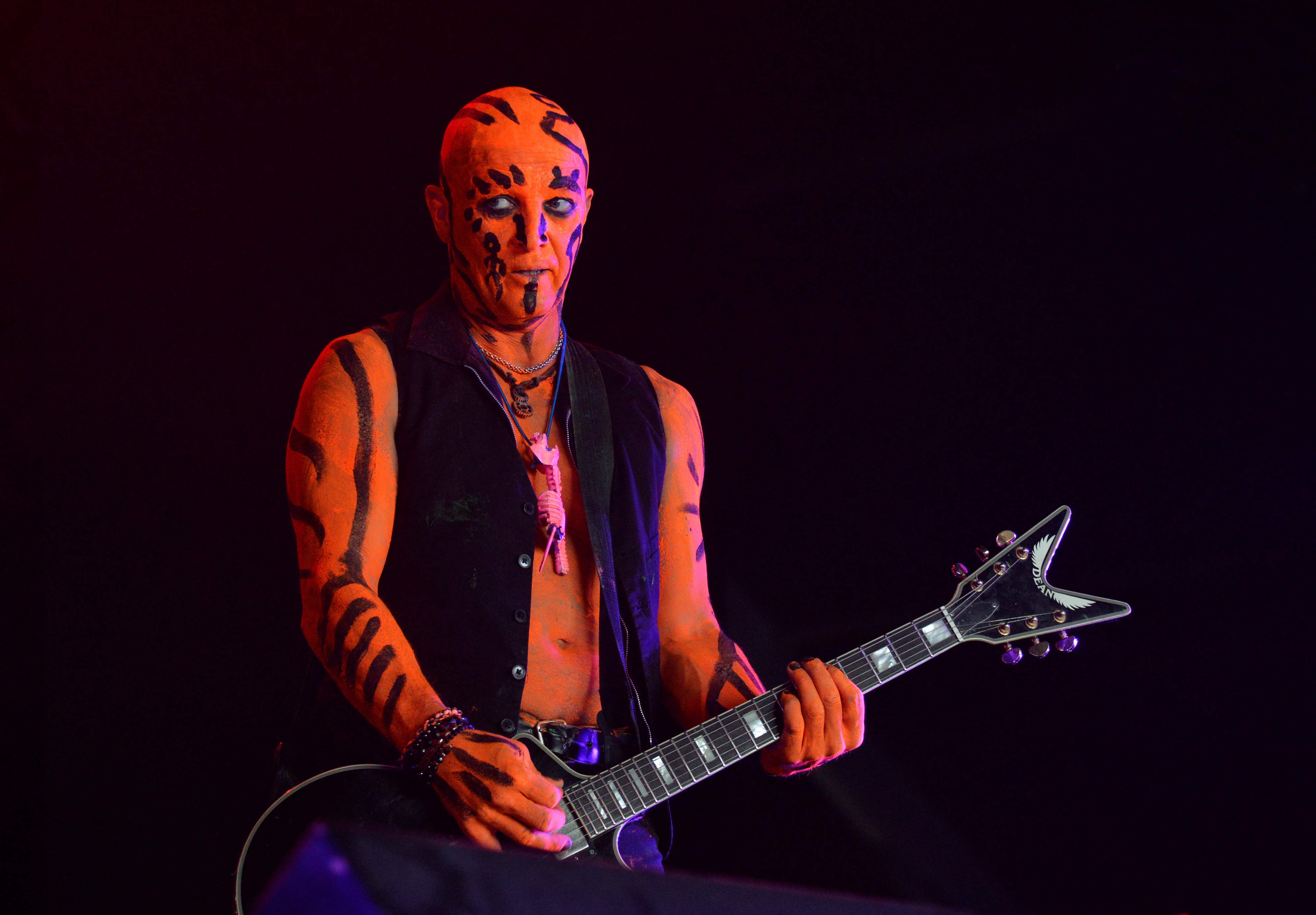
Pierlo
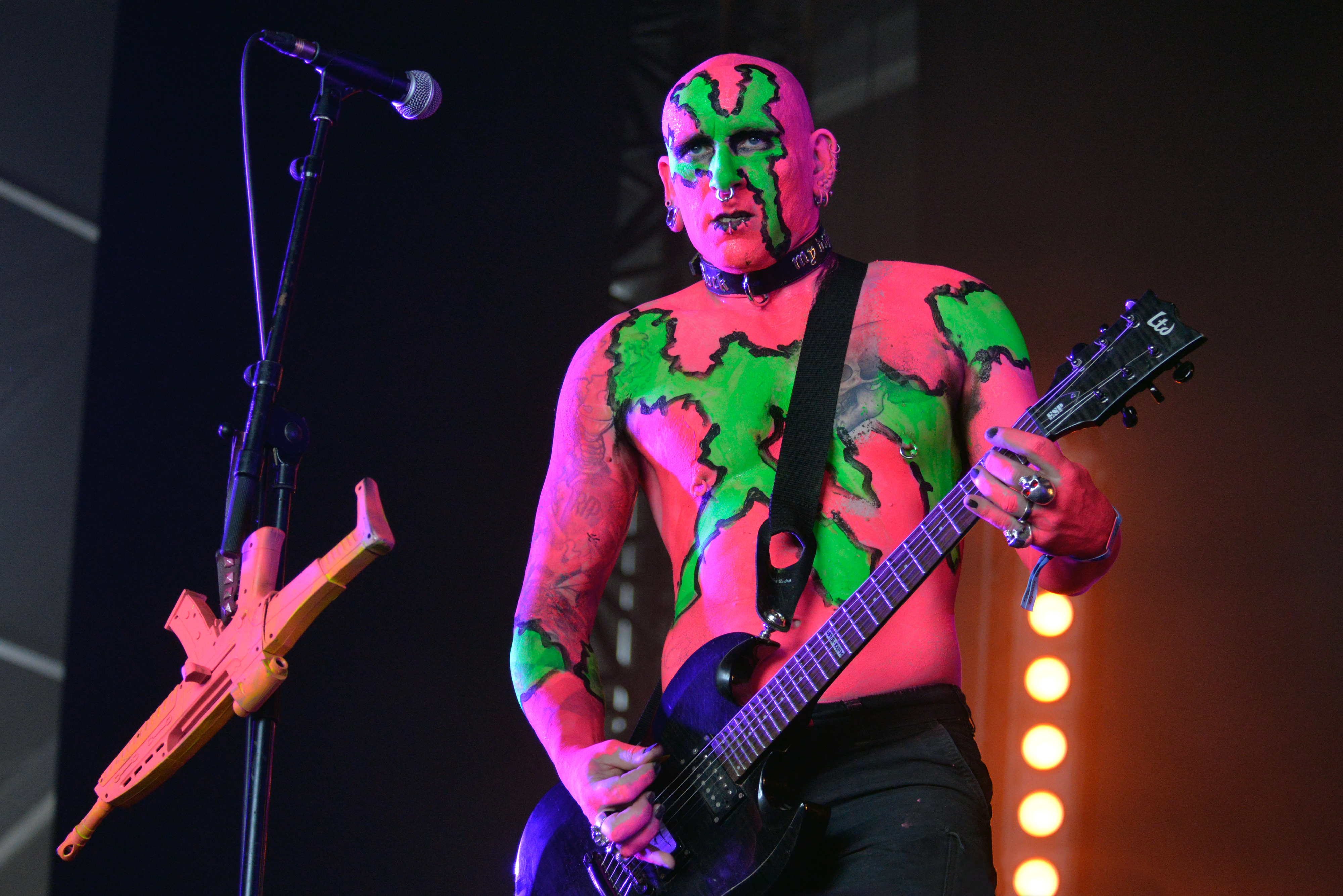
Xav
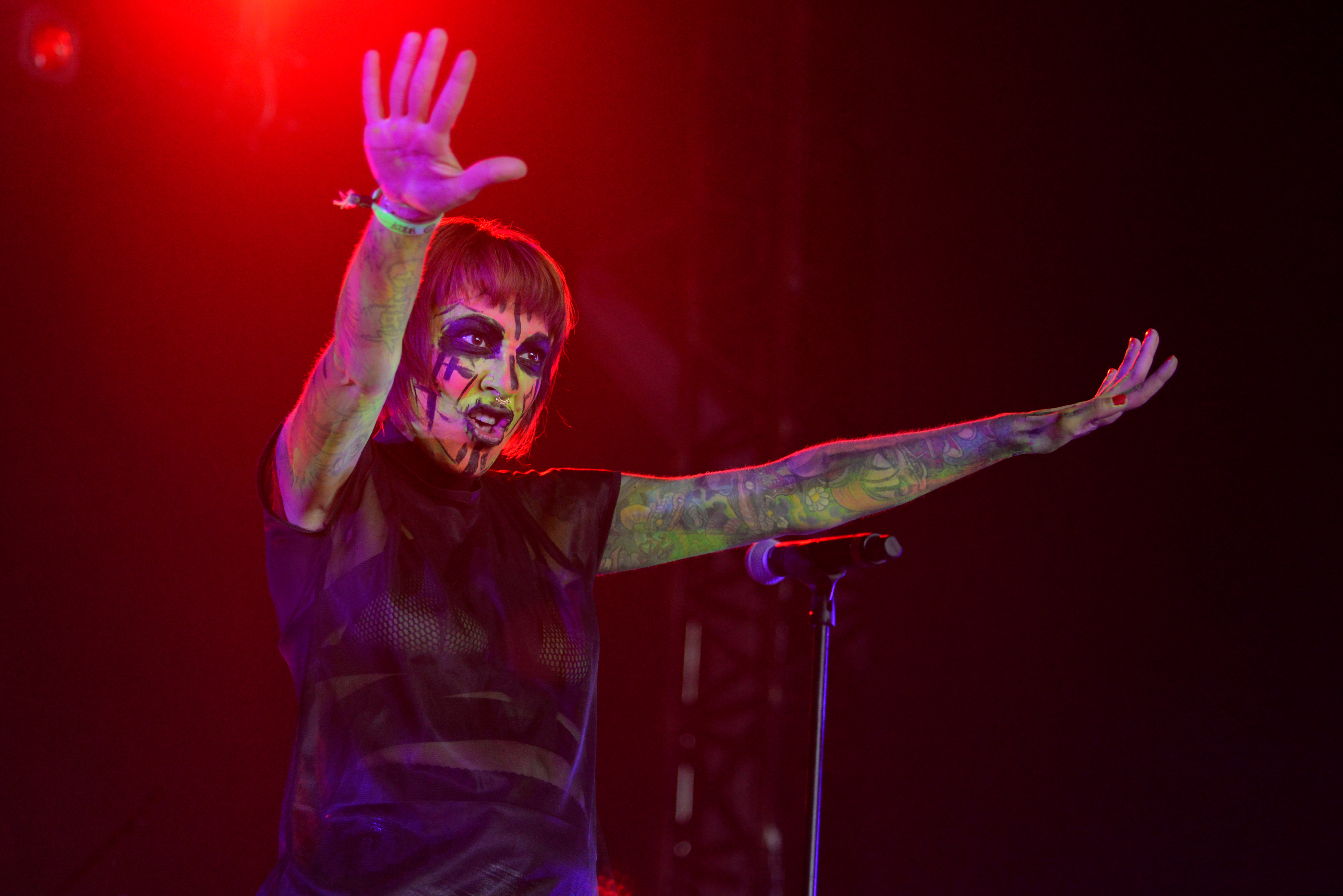
Klodia

### Membres actuels
- vx 69 / vx / vx cheerleader (Vincent Villalon) - chant
- P.RLOX (Pierre-Laurent Clément) - guitare
- X.av (Xavier Guionie) - batterie - guitare depuis 2017
- Mika - synthé, samples, effets depuis 2017
- Klodia - danse, pyrotechnie, chant depuis 2017
- Fafa / MCC (Jean-François Clément) - danse, pyrotechnie
- Mathys Dubois - batterie depuis 2020

### Membres occasionnels
- Reedman, Élodie, Lolanka - performances graphiques
- Jean-Luc de Meyer - voix (aussi membre de Front 242)
- M. Arco - machines, voix (aussi membre de Sonic Area, Chrysalide)
- Angelika - violon, danse
- Ninon aka Ecstatic - violon électrique
- Cyril Laurent - saxophones
- Dorian - saxophone live (aussi membre de Red City Noise)
- Albérick - guitare bruitiste (aussi membre de .cut)
- Sylvicious - batterie (aussi membre de Tamtrum, The CNK, et Lucky Striker 201)
- Candice - voix (aussi ex-membre de Eths)

### Anciens membres
- Xa Mesa - batterie
- Holivier Menini - basse
- Georges Garza - batterie
- Magali Arino - chant
- Séverine Naudi - synthétiseur
- Frankie Lacosta - basse
- Thierry Latt dit PFX68 - basse (membre et leader du groupe Atomic Tabasco jusqu'en 2010, bassiste du groupe MONSTRE de 2013 a fin 2014, bassiste et leader de Grizzly Dc projet studio de 2020 a 2022)
- Stéphane Vanstaen - percussions (actuellement dans le groupe Downfall)
- Gilles Alogues - synthétiseur
- Bud Silva (actuellement batteur de SheeLoves)
- Olga, Dollga - danse
- Miss Z (Sandrine Caracci) - guitare, chant, percussions (membre du groupe Machinalis Tarantulae depuis 2017)[24]

## Discographie

### Albums studio
- 1998 : Feuer Tanz System
- 2001 : Disco Flesh : Warp 99
- 2004 : Sexplosive Locomotive
- 2006 : Gore Baby Gore
- 2007 : Cult Movie
- 2009 : Pink Panther Party
- 2013 : Holiday in Guadalajara
- 2017 : Spin The Pig
- 2023 : Death Glam XXIII (EP 7 titres)

### Album live
- 2003 : Behind The City Lights
- 2012 : El Fin Del Mundo (Bootleg)

### Compilation
- 2005 : Crypt 1996-2002

### Split
- 2010 : Punish Yourself vs. Sonic Area - Phenomedia[25]

### Démos
- 1994 : First demo tape
- 1995 : Bouc émissaire